# 納赫蒂加爾峰
納赫蒂加爾峰（英語：Nachtigal Peak），是南極洲的山峰，位於南喬治亞群島，處於努登舍爾德峰以東7公里，屬於阿勒代斯山脈的一部分，海拔高度1,160米，由英國海外領土管轄。